# Festa do Santíssimo Nome de Jesus

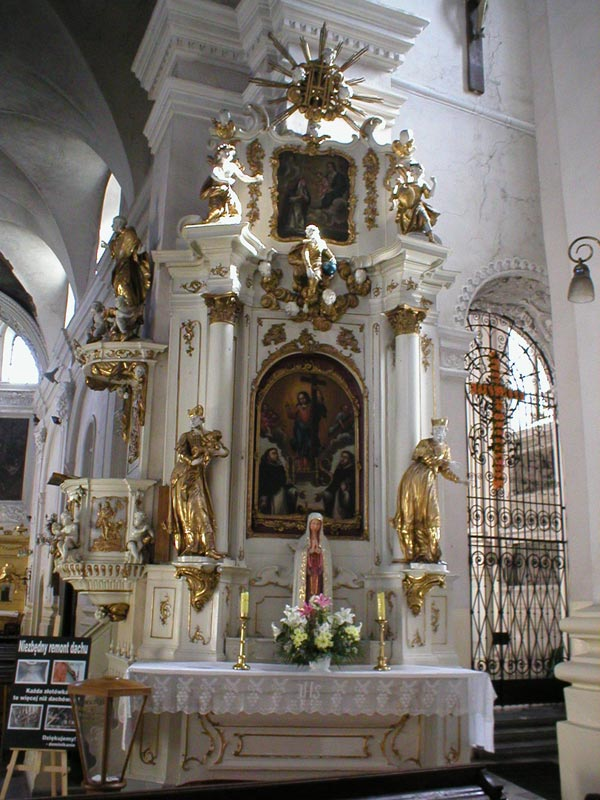
Altar do Santíssimo Nome de Jesus, com o Cristograma IHS no topo, Lublin, Polónia.

A Festa do Santíssimo Nome de Jesus é celebrada em diferentes datas por várias congregações Cristãs. A celebração teve lugar no Calendário Romano Geral desde o fim do século XV, pelo menos a níveis locais. A veneração do Santíssimo Nome foi alargada para toda a Igreja Católica Apostólica Romana em 20 de Dezembro de 1721, durante o pontificado do Papa Inocêncio XIII. A celebração teve lugar em diferentes datas, normalmente em Janeiro, uma vez que o primeiro dia de Janeiro, oito dias após o Natal, marca a circuncisão de Jesus, tal como referido no Evangelho do próprio dia, «ao fim do oitavo dia, quando Ele foi circuncidado, foi chamado Jesus, o nome dado pelo anjo antes de ser concebido no ventre.» (Lucas 2:21) O catolicismo medieval, e muitas outras igrejas Cristãs até à actualidade, celebram portanto ambos os eventos como a Festa da Circuncisão de Cristo normalmente no dia 1 de janeiro. São Bernardino de Siena colocou grande ênfase no Santíssimo Nome, o qual associou ao cristograma IHS, e pode ter sido o responsável pela união de ambos os elementos. A celebração ocorre no dia 3 de Janeiro para os católicos que seguem o actual Calendário Romano Geral, e no Domingo entre a Oitava do Natal e a Epifania do Senhor, ou 2 de Janeiro, pelos católicos que ainda seguem os calendários do período de 1914 a 1969.
No Livro de Oração Comum da Comunhão Anglicana a partir de 1979, a Festa da Circuncisão celebrada em 1 de Janeiro é agora referida como a "Festa do Sagrado Nome do Nosso Senhor Jesus Cristo". Muitas Igrejas Orientais celebram o evento em 1 de Janeiro, sendo também nesta data que é celebrado na Igreja Luterana.

## Data de celebração
Franciscanos, Carmelitas e Agostinianos mantiveram a celebração em 14 de Janeiro; Dominicanos em 15 de Janeiro; em algumas localidades a data é 8 de Janeiro, noutras 31 de Janeiro, e ainda 7 de Agosto em algumas localidades na Grã-Bretanha. O segundo domingo após a Epifania foi escolhido pela Ordem dos Cartuxos e pela maioria do território Espanhol. Esta foi a data atribuída à celebração quando, em 1721, foi enquadrada no Calendário Geral do Rito Romano. Na reforma promovida pelo Papa Pio X, decretada pelo motu proprio Abhinc duos annos de 1913, foi movida para o Domingo entre 2 e 5 de Janeiro, inclusive. Em anos em que tal Domingo não existisse, a celebração decorreria em 2 de Janeiro. Esta tradição é ainda mantida por católicos tradicionalistas que aceitam as mudanças do Papa Pio X em 1913, mas não as do Papa Paulo VI em 1969.
A reforma do calendário litúrgico trazida pelo motu proprio Mysterii Paschalis de 14 de Fevereiro de 1969, eliminou a celebração, "uma vez que a imposição do nome de Jesus é já comemorada no ofício da Oitava de Natal." Contudo, os textos missais do Santíssimo Nome de Jesus foram preservados, sendo usados nas missas votivas. A celebração foi novamente reposta no Calendário Geral Romano com o Missal Romano de 2002, e designada como um memória facultativa durante o primeiro dia livre após 1 de Janeiro, nomeadamente 3 de Janeiro.
Nalgumas igrejas Anglicanas, incluindo a Igreja Episcopal dos Estados Unidos e a Igreja Anglicana do Canadá, a celebração ocorre no dia 1 de Janeiro. Na Igreja Anglicana, o "Livro de Oração Comum de 1662 estipula uma festividade a ser realizada em 7 de Agosto, mas no mais recente "Common Worship" a Festa da Circuncisão retoma o seu lugar como a principal celebração relativa ao nome de Jesus.
Na Igreja Luterana, o festival do Santíssimo Nome de Jesus é celebrado no dia 1 de Janeiro.

## Liturgia
Em 1530 o papa Clemente VII, ordenou aos franciscanos a celebração do ofício do Santíssimo Nome de Jesus, com o hino “Iesu decus angelicum”.
- Hino

| Hino em Latim | Tradução para Portuquês |  |
| --- | --- |  |
| Iesu, decus angelicum, In aure dulce canticum, In ore mel mirificum, In corde nectar cælicum. . Qui te gustant, esuriunt, Qui bibunt, adhuc sitiunt; Desiderare nesciunt, Nisi Iesum, quem diligunt. O Iesu mi dulcissime, Spes suspirantis animæ! Te quærunt piæ lacrimæ, Te clamor mentis intimæ. Mane nobiscum, Domine, Et nos illustra lumine; Pulsa mentis caligine, Mundum reple dulcedine. Iesu, flos Matris Virginis, amor nostræ dulcedinis, Tibi laus, honor nominis, regnum beatitudinis. Amen. | Ó Jesus, honra dos anjos, Doce música para o ouvido, Mel admirável para a boca, Suave e celeste nectar ao coração Os que Vos provam querem mais, Os que Vos bebem, tem mais sede de Vós, Não sabem desejar nada além de Jesus a quem amam. Ó, meu dulcíssimo Jesus, Esperança da alma que Vos deseja, Vos buscam as lágrimas piedosas, E o clamor do íntimo da alma Ficai conosco, Senhor, E iluminai-nos com vossa luz, Afastai a escuridão da alma, Enchei o mundo de doçura Ó Jesus, flor da Virgem Mãe, Amor da nossa doçura, Louvor e honra ao vosso Nome, E o reino da bem-aventurança. Amém. |  |